# Schimanek Emil
Schimanek Emil (Budapest, 1872. november 23. – Budapest, 1955. szeptember 1.)  Kossuth-díjas gépészmérnök, egyetemi tanár. A műszaki tudományok doktora (1952).

## Életpályája
A római katolikus vallású gyerek a budapesti belvárosi főreáliskolában végezte el középiskolai tanulmányait, majd a Műegyetem hallgatója lett. A Műegyetem elvégzése után ösztöndíjjal fél évet Berlinben töltött. Hazatérte után repetitor volt a Műegyetem matematikai és a mechanikai tanszékén. Rövid idő múlva a Magyar Fegyver és Gépgyár, utána a Ganz és Társa Danubius Művek mérnöke lett, később a Ganz főmérnöke volt. Műegyetemi tanári kinevezése 1900-ban volt, az egyetem gépészmérnöki szakosztályának tanára, két évvel később pedig a gépszerkezettani tanszék tanára lett. 1923-ban lett az egyetem rektora, melyet két évig töltött be. Egyik alapítója volt 1925-ben a BME épületében kiépült szakrendelői hálózatnak, mely a hallgatók és a dolgozók ingyenes gyógyellátását biztosította.

### Munkássága
Először a Ganz gyárnak, aztán több kisebb vállalatnak volt szaktanácsadója. A bánhidai erőmű tervező és kivitelező ellenőrző bizottság vezetője volt, majd ugyanennek az erőműnek az üzemeltetői bizottságának elnöke. Sok városi és magánipari erőművet tervezett meg. Tudományos munkássága a hőerőgépekre, emelőgépekre és a hűtőgépek területére terjedt ki. Ő alapította a Széchenyi István Társaságot a kutató és tervező munka támogatására, alapítása óta főtitkára volt. A budapesti egyetemek képviseletében egy évig tagja volt Budapest törvényhatósági bizottságának. Alapításától elnöke volt az Országos Automobil Szakértői Bizottságnak, a bizottság megszűnése után pedig az Országos Közlekedésrendészeti Bizottságnak, valamint alelnöke volt a Királyi Automobil Klubnak is. A Honvédelmi Minisztérium is foglalkoztatta, az első magyar tank kísérleti gyártásának ellenőrzésével bízták meg. Számos találmánya közül a legismertebb a nevét viselő dízelmotor és karburátor. Jelentős szerepe volt a dízelmotor-gyártás beindításában. Nevéhez fűződik az első magyar benzines kismotor sorozatgyártása is, valamint az oldható dörzskapcsoló megtervezése, a gázturbina megalkotása.

## Főbb művei
- A gázmotorok munkabírásának növelése (1912)
- Esse Karburátor
- A hűtés technikai és gazdasági problémái (1941)
- A hőerőgépek üzemtana (1948)
- Gőzkazánok, gőzgépek és gőzturbinák (1950)
- Energiaátalakulás hőerőgépekben (1954)
- Bánki Donát tudományos munkássága és alkotásai (1954)

## Kitüntetései
- Corvin-koszorú (1942)
- Kossuth-díj (1948)